# Liste de racines grecques (lettre Z)
Pour un article plus général, voir Racine grecque.
| Racine                                              | Origine grecque                                                                    | Sens | Exemples de mots comportant la racine |
| --------------------------------------------------- | ---------------------------------------------------------------------------------- | --- | --- |
| zancl-                                              | ζάγκλον (zágklon)                                                                  | Tranchoir | Zancle |
| zé-                                                 | ζῆτα (zễta)                                                                        | Lettre grecque dzêta (ζ, Z)                                                                                              | voir zêta- |
| zél-, zèl-                                          | ζῆλος (zễlos)                                                                      | zèle, ardeur, émulation                                                                                                  | Zélateur, Zèle, Zélé, Zélote |
| -zém-                                               | ζέω (zéô) → ἐκζέω (ekzéô)                                                          | Bouillir → Faire bouillir, fourmiller                                                                                    | voir -zéo- |
| zéno-                                               | Ζεύς (Zeús)                                                                        | Zeus (maître des dieux)                                                                                                  | Zénodore, Zénodote |
| -zéo- ; -zém-                                       | ζέω (zéô) → ἐκζέω (ekzéô)                                                          | Bouillir → Faire bouillir, fourmiller                                                                                    | Zéolithe, Zéophage, Zéoscope, Azéotrope ; Eczéma |
| zéphyr-                                             | ζέφυρος (zéphuros)                                                                 | Zéphyr, vent violent et pluvieux de l'Ouest-Nord-Ouest, brise agréable                                                   | Zéphyr1, Zéphyr2, Zéphyrien, Zéphyrin, Zéphyrine, Zephyrosaurus |
| zêta- ; dzêta ; zetta- ; zé-                        | ζῆτα (zễta)                                                                        | Lettre grecque dzêta (ζ, Z)                                                                                              | Zêta1, Zêta2, Zêtacisme ; Dzêta ; Zetta, Zetta-particule ; Zébi |
| zétét-, zétèt-                                      | ζητεύω (zêteúô) → ζητητής (zêtêtếs)                                                | Chercher, examiner → qui recherche, qui examine, zétète (magistrat)                                                      | Zétète, Zététicien, Zététique, Zététiser |
| zetta-                                              | ζῆτα (zễta)                                                                        | Lettre grecque dzêta (ζ, Z)                                                                                              | voir zêta- |
| zeug-                                               | ζεύγνυμι(zeúgnumi) → ζυγός(zugós) ; ζυγόν(zugón) ; ζύγωμα(zúgôma) ; ζεῦγμα(zeũgma) | Atteler, unir, joindre, lier, attacher → joug ; joint, joug, banc de rameurs, bau ; verrou, éclisse ; joug, lien, zeugma | voir -zygo- |
| -zeuxe                                              | ζεύγνυμι(zeúgnumi) → ζυγός(zugós) ; ζυγόν(zugón) ; ζύγωμα(zúgôma) ; ζεῦγμα(zeũgma) | Atteler, unir, joindre, lier, attacher → joug ; joint, joug, banc de rameurs, bau ; verrou, éclisse ; joug, lien, zeugma | voir -zygo- |
| zingib-                                             | ζιγγίβερις (ziggíberis)                                                            | Gingembre | voir gingembr- |
| -zirco-                                             | ὑάκινθος (huákinthos)                                                              | Fleur bleue ou violette, jacinthe, pied d'alouette, Améthyste                                                            | voir hyacinth- |
| ziziph-                                             | ζίζυφον (zízuphon)                                                                 | Jujubier, jujube | voir jujub- |
| -zo-                                                | ζῷον (zõion)                                                                       | Animal | voir -zoo- |
| -zoaire                                             | ζῷον (zõion)                                                                       | Animal | voir -zoo- |
| -zoécie                                             | ζῷον (zõion)                                                                       | Animal | voir -zoo- |
| -zoïde                                              | ζῷον (zõion)                                                                       | Animal | voir -zoo- |
| -zoïque                                             | ζῷον (zõion)                                                                       | Animal | voir -zoo- ; voir aussi la racine -oïque2 |
| -zon- ; zostér-, zostèr-                            | ζώνα (zốna) ; ζωστήρ (zostếr)                                                      | Ceinture ; ceinturon de cuir                                                                                             | Zona, Zonage, Zonal, Zonard, Zone, Zoner, Zonule, Zonure, Azonal, Catazonal, Écozone, Épizonal, Interzone, Mésozonal, Mésozone ; Zostère, Zostérien, Zostériforme |
| -zoo- ; -zo- ; -zoaire ; -zoécie ; -zoïde ; -zoïque | ζῷον (zõion)                                                                       | Animal | Zoo, Zooanthroponose, Zoocécidie, Zoocénose, Zoochlorella, Zoochorie, Zoogamie, Zoolâtrie, Zoolithe, Zoologie, Zoonomie, Zoonose, Zoophilie, Zoophobie, Zoophore, Zoophyte, Zooplancton, Zoospore, Zootaxinomie, Zootechnique, Zoothérapie, Zootoca, Zootoxine, Zootrope, Zooxanthelle, Azoospermie, Épizootie, Hémizoonose, Holozoonose, Panzootie ; Zodiaque, Zoé, Zoonyme, Zosime, Zoticos, Azote ; Bryozoaire, Hydrazine, Protozoaire ; Zoécie, Autozoécie, Cénozoécie, Hétérozoécie ; Zoïde, acanthozoïde, Anthérozoïde, Ascidiozoïde, Autozoïde, Blastozoïde, Gastrozoïde, Hétérozoïde, Spermatozoïde, Sporozoïde ou autres ; Azoïque2, Archéozoïque, Cénozoïque, Enzoïque, Épizoïque, Hypozoïque, Kénozoïque, Mésozoïque, Métazoïque, Monozoïque, Néozoïque, Néoprotérozoïque, Paléozoïque, Polyzoïque, Phanérozoïque, Protérozoïque ou autres ; voir aussi la racine -oïque2 |
| zostér-, zostér-                                    | ζώνα (zốna) ; ζωστήρ (zostếr)                                                      | Ceinture ; ceinturon de cuir                                                                                             | voir -zon- |
| -zyg-                                               | ζεύγνυμι(zeúgnumi) → ζυγός(zugós) ; ζυγόν(zugón) ; ζύγωμα(zúgôma) ; ζεῦγμα(zeũgma) | Atteler, unir, joindre, lier, attacher → joug ; joint, joug, banc de rameurs, bau ; verrou, éclisse ; joug, lien, zeugma | voir -zygo- |
| -zygène                                             | ζύγαινα (zúgaina)                                                                  | Marteau (poisson) | Zygène1, Zygène2 |
| -zygo-, -zyg- ; -zygom- ; zeug- ; -zeuxe            | ζεύγνυμι(zeúgnumi) → ζυγός(zugós) ; ζυγόν(zugón) ; ζύγωμα(zúgôma) ; ζεῦγμα(zeũgma) | Atteler, unir, joindre, lier, attacher → joug ; joint, joug, banc de rameurs, bau ; verrou, éclisse ; joug, lien, zeugma | Zygodactyle, Zygoma, Zygomorphie, Zygomycète, Zygopetalum, Zygophyllaceae, Zygopode, Zygoptère, Zygospore, Zygote, Zygotène, Azygos, Dizygote, Homozygote, Hétérozygote, Monozygote, Syzygie ; Zygomatique ; Zeugite, Zeugma, Zeugme, Zeugopode ; Épizeuxe, Hypozeuxe |
| -zygom-                                             | ζεύγνυμι(zeúgnumi) → ζυγός(zugós) ; ζυγόν(zugón) ; ζύγωμα(zúgôma) ; ζεῦγμα(zeũgma) | Atteler, unir, joindre, lier, attacher → joug ; joint, joug, banc de rameurs, bau ; verrou, éclisse ; joug, lien, zeugma | voir -zygo- |
| -zym-                                               | ζῦθος(zũthos) ; ζύμη(zúmê)                                                         | Bière d'orge fermentée ; levain                                                                                          | voir -zyth |
| -zyth- ; -zym-                                      | ζῦθος(zũthos) ; ζύμη(zúmê)                                                         | Bière d'orge fermentée ; levain                                                                                          | Zythogala, Zythologie, Zythophilie, Zythum, Dizythum ; Zymase, Zymogène, Zymographie, Zymosane, Zymose, Zymosimètre, Zymostérol, Abzyme, Antienzyme, Apoenzyme, Apozymase, Azyme, Coenzyme, Cozymase, Enzyme, Enzymologie, Enzymopathie, Lysozyme, Néphrozymase, Proenzyme, Ribozyme |